# Мещанская слобода
Меща́нская слобода́ (Новая Мещанская слобода) — историческая местность на севере Москвы, известная с 1671—1672 года как поселение поляков и выходцев из разных городов Речи Посполитой — белорусов, литовцев, украинцев. Жители польских городов назывались «мещане» от польского miasto — «город».
В настоящее время входит в состав Мещанского района Москвы.

## История

### XVII век
Слобода образовалась после длительной Русско-польской войны (1654—1667) в царствование Алексея Михайловича, когда в Москве появилось много поляков. Одни из них по собственному желанию переезжали в Россию, другие попали в плен и не захотели возвращаться в Польшу. В 1671—1672 году специально для переселенцев была отдана территория на севере Москвы. Территория стала именоваться Мещанской слободой. Жители польских городов назывались «мещане» («местчане», «месчане») от польского miasto — «город».
Жители Мещанской слободы часто были должностными лицами в Посольском приказе и при Посольском дворе. Некоторые из них занимались покупками на Западе ефимков для казны. Многие из жителей занимались торговлей и ремеслами, среди них были лекари, живописцы, меховщики, мастера по изготовлению окладов для икон. Мещанская слобода имела свою школу и богадельню. Она стала одной из первых слобод, при устройстве которой применили линейную застройку, на карте Москвы XVII века хорошо видны четыре параллельный улицы за пределами Белого города, идущие от Сретенской улицы по направлению к Напрудной и Переяславской ямским слободам.

### XX век
До 1950-х улицы Мещанской Слободы оставались с прежними именами — Мещанские. Однако, главная улица, 1-я Мещанская, в 1957 году была переименована в Проспект Мира (по причине проведения в Москве Всемирного фестиваля молодёжи и студентов); 2-я Мещанская стала улицей Гиляровского в 1966 году, 3-я Мещанская улица была переименована в 1962 году на улицу Щепкина. Четвёртая Мещанская сохранила своё историческое название после переименования в 1966 году и стала Мещанской.

## Архитектура слободы
Мещанская слобода представляла собой населённую территорию с невысокими в основном деревянными жилыми домами.

(Слобода) … с маленькими тротуарами и небольшими домиками. Изменяться она начала в начале нашего столетия, особенно, после открытия движения по Московско-Виндавской дороге. Именно тогда на ней постепенно стали появляться большие дома и магазины. Но более значительные перемены наступили в конце 1930-х гг., когда улица стала парадным подъездом к сельскохозяйственной выставке. Тогда улице потребовалось соответствующее оформление.— С. Романюк, журнал «Наука и жизнь» № 8 за 1999 год

## Улицы и дороги
- 1-я Мещанская (проспект Мира)

Первая Мещанская улица стала главной улицей Мещанской слободы; по ней ранее проходила важная торговая сухопутная дорога из Москвы в Переславль-Залесский, Ростов и Ярославль.
- 2-я Мещанская (улица Гиляровского)
- 3-я Мещанская (улица Щепкина)
- 4-я Мещанская (Мещанская улица)

## Достопримечательные объекты

### Аптекарский огород
Аптекарский огород или Ботанический сад Московского университета — старейший в России, основанный ещё императором Петром Первым «для всеобщего пользования».

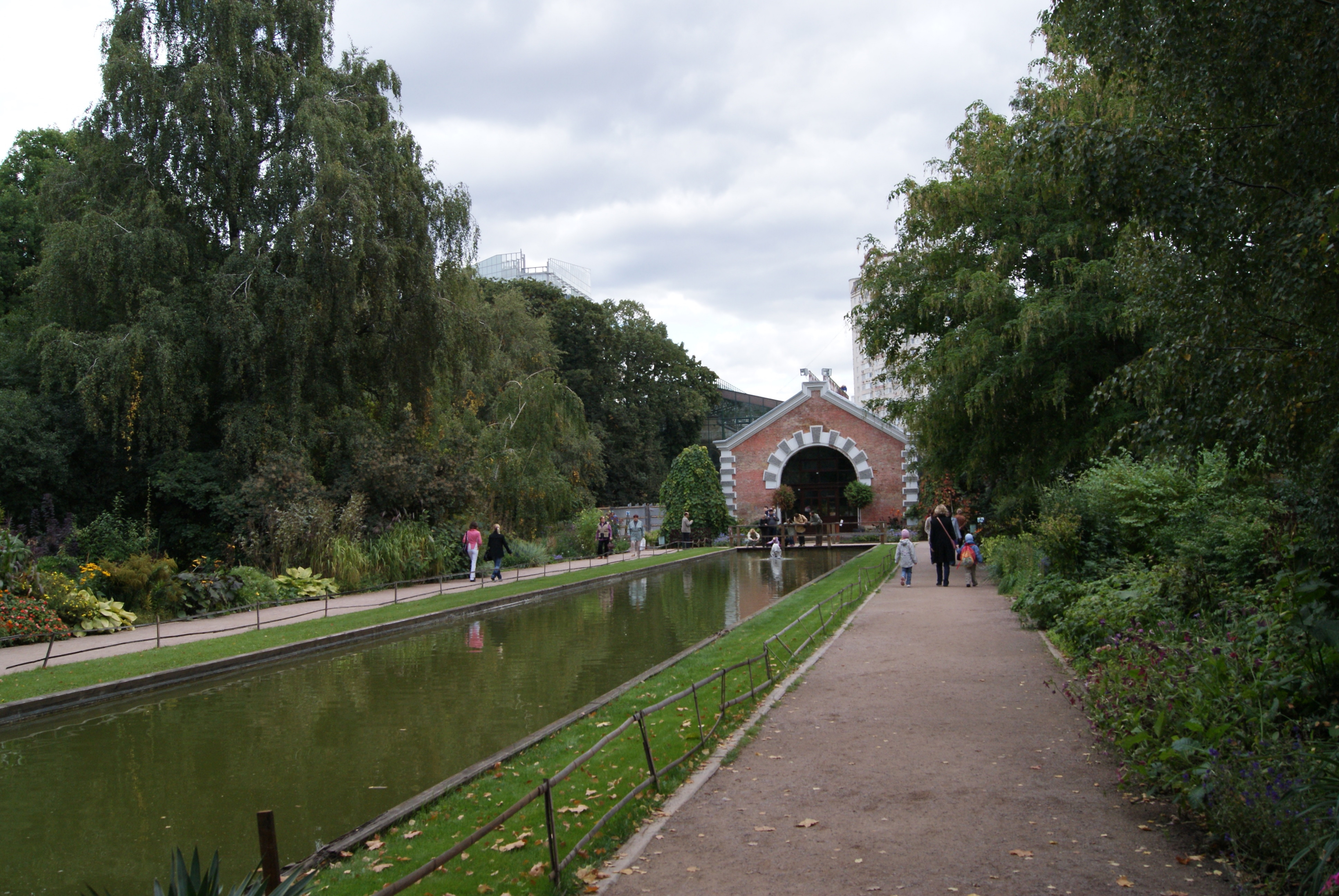
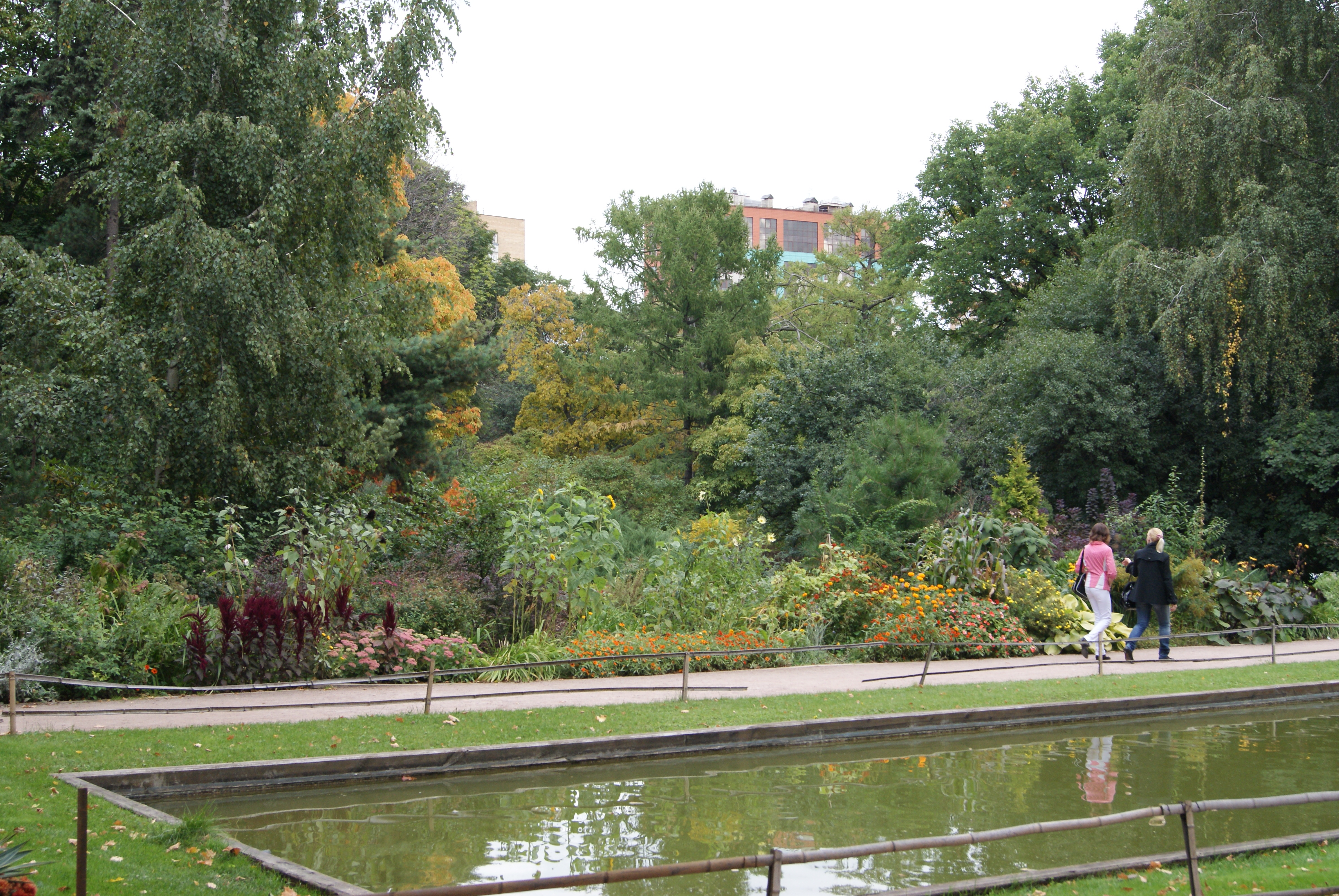
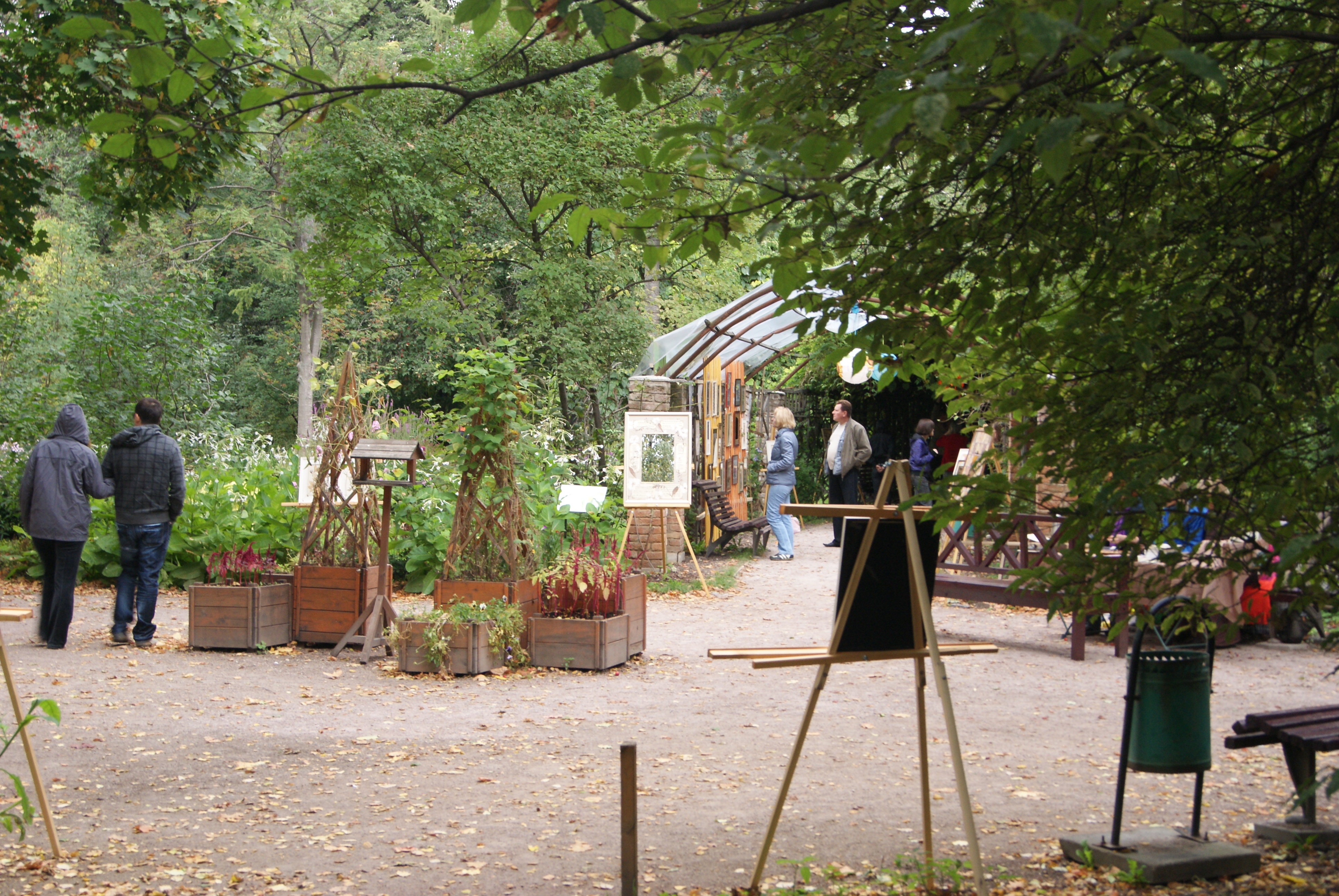

В 1706 году русский царь перенёс в это место кремлёвский аптекарский огород.

По преданию, царь сам посадил в новом саду несколько деревьев, из которых сохранилось одно — сибирская лиственница. С переходом сада в 1805 году во владение университета в нём стали проводиться занятия со студентами-медиками, работали крупные ботаники, занимавшиеся систематикой и морфологией растений.
— С.Романюк, журнал «Наука и жизнь» № 8 за 1999 год

### Виндавский вокзал
Главная улица слободы выходила к площади Рижского (Виндавского) вокзала. Здание вокзала признано очень нарядным; выстроено в период с 1899 год по 1902 год по проекту архитектора С. А. Бржозовского, при участии Ю. Ф. Дидерихса и Ф. О. Дворжецкого-Богдановича.
Открытие вокзала состоялось 14 июля 1902 года.

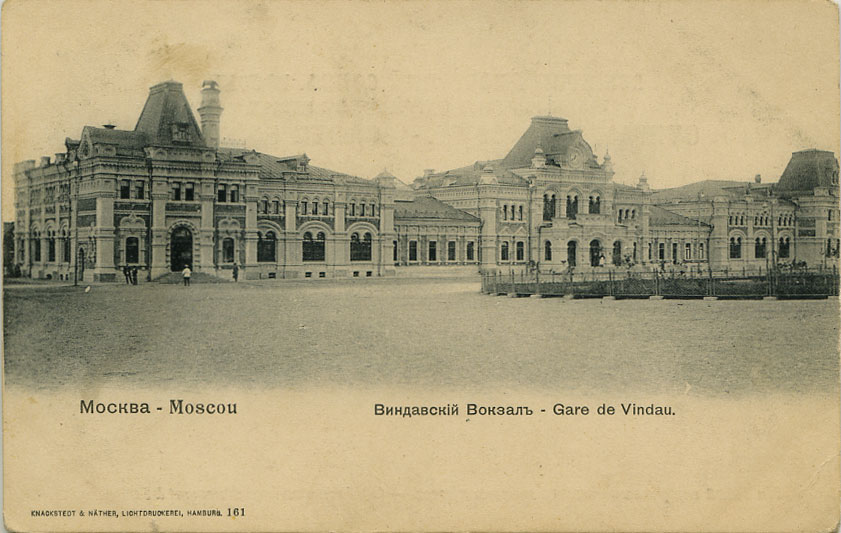
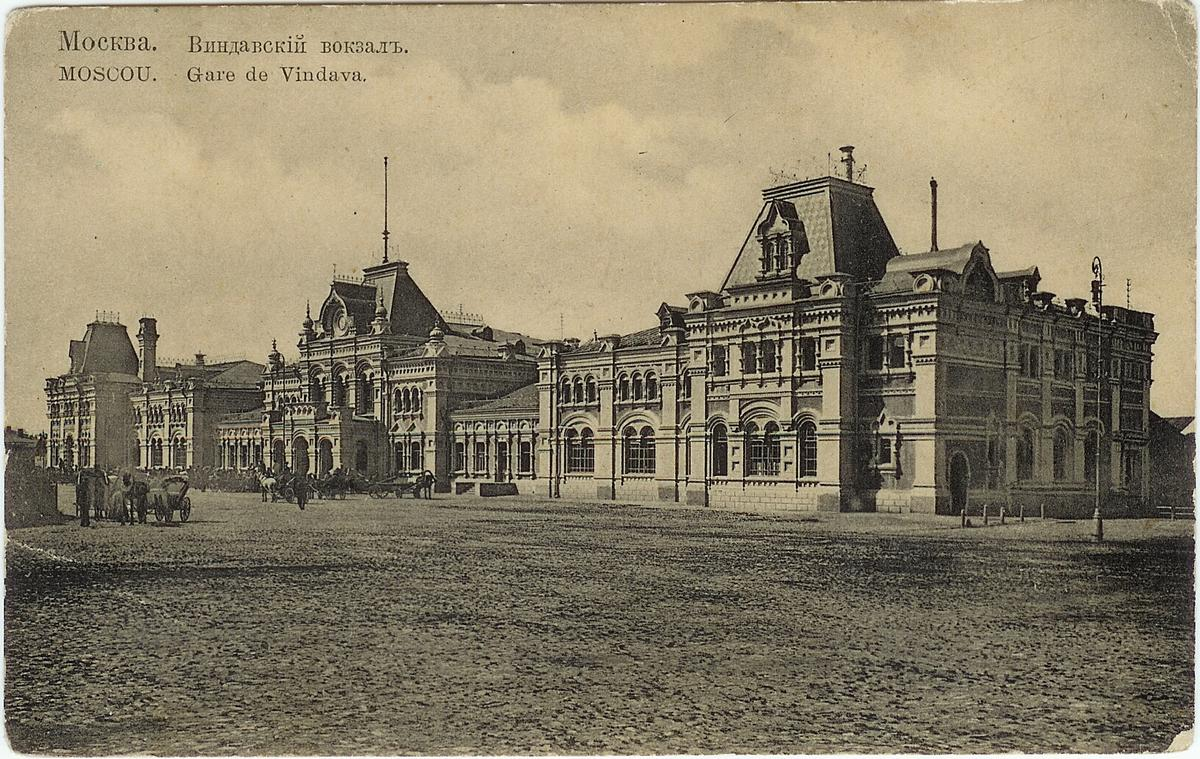
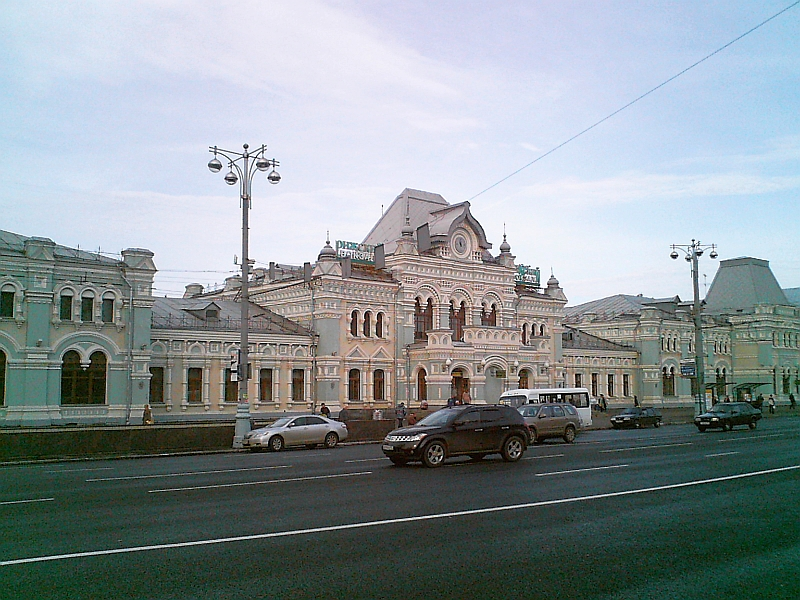

### Крестовская застава
С 1742 года на Крестовской площади находилась таможенная застава Камер-коллежского вала при въезде в город, которая и стала носить название после установки креста на месте, где встречали мощи святого Филиппа в 1652 году. Здесь также находилось первое место царская «слазки» по дороге на север в Троице-Сергиеву лавру.
В 1893 году у Крестовской заставы конструктором и архитектором Геппенером были возведены две высокие водонапорные башни Мытищенского водопровода (которые в скором времени получили название по рядом находящейся заставы).

### Старо-Екатерининская больница

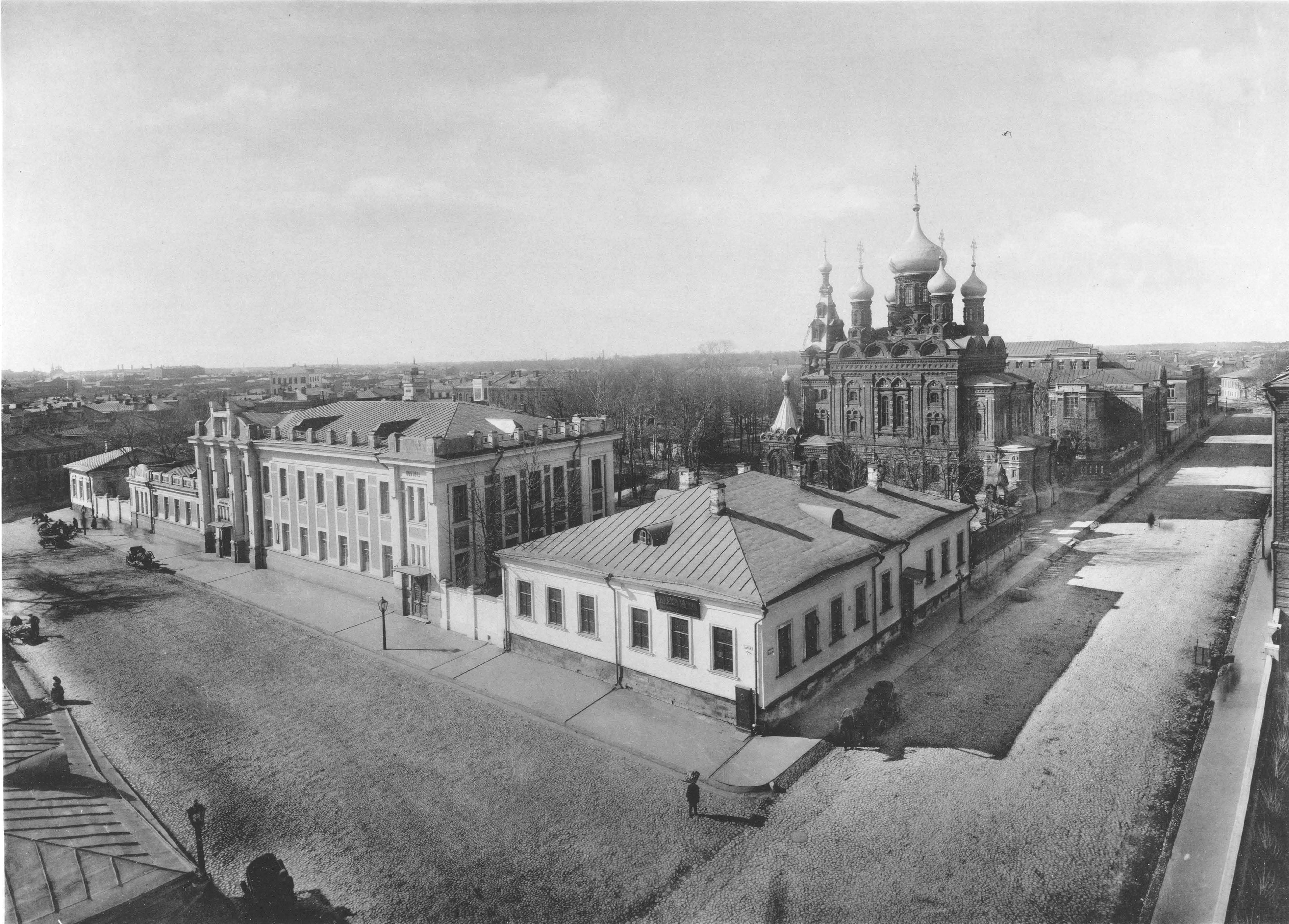
Старо-Екатерининская больница (1913)

Старо-Екатерининская больница (в настоящее время в зданиях больницы расположен Московский областной научно-исследовательский клинический институт имени М. Ф. Владимирского) — больница у Крестовской заставы в Москве, организованная в 1775 году по указу Екатерины II.
В связи с эпидемией чумы (1770—1773 гг.) специальным указом Екатерины II у Крестовской заставы был организован противочумный карантин — «Карантинные дома» (1772—1773 гг.). Здесь же в 1775 году, также по указу Екатерины II, была создана больница, названная в честь её учредительницы Екатерининской, также её называли «Императорская Екатерининская больница».

Усмотря, что в числе скитающихся по миру и просящих милостыни в здешнем городе есть престарелые и увечные больные, которые трудами своими кормиться не в состоянии, а также и никому не принадлежащие люди, о коих никто попечения не имеет, заблагорассудили мы по природному нашему человеколюбию учредить под ведомством здешней полиции особую больницу…
Это была вторая больница в Москве для гражданского населения после Павловской больницы, открытой в 1763 году.

Больница принимает больных всякого рода, как в отношении их звания, так и в отношении их пола, возраста и болезней.
Больница была предназначена для «чернорабочего класса людей» и вначале размещалась в 13 отдельных деревянных зданиях. Она имела 150 кроватей, богадельню на 100 человек, работный дом для мужчин, инвалидный дом для бывших военнослужащих.
Название «Старо-Екатерининская» закрепилось за больницей после 1833 года, когда организованная, как её филиал больница у Петровских ворот по указу Николая I получила статус самостоятельного лечебного учреждения и за ней закрепилось название «Ново-Екатерининская больница», а за Императорской Екатерининской больницей у Крестовской заставы — «Старо-Екатерининская».

### Церковь митрополита Филиппа
Основная статья — Церковь Филиппа Митрополита в Мещанской слободе
Является единственной православной церковью на территории бывшей Мещерской Слободы, а также объектом культурного наследия Российской Федерации № 7710146002. Церковь построена на месте встречи царём Алексеем Михайловичем мощей святителя Филиппа при перенесении их из Соловецкого монастыря в Москву. После перестройки в конце XVIII века является одним из лучших образцов московского классицизма.

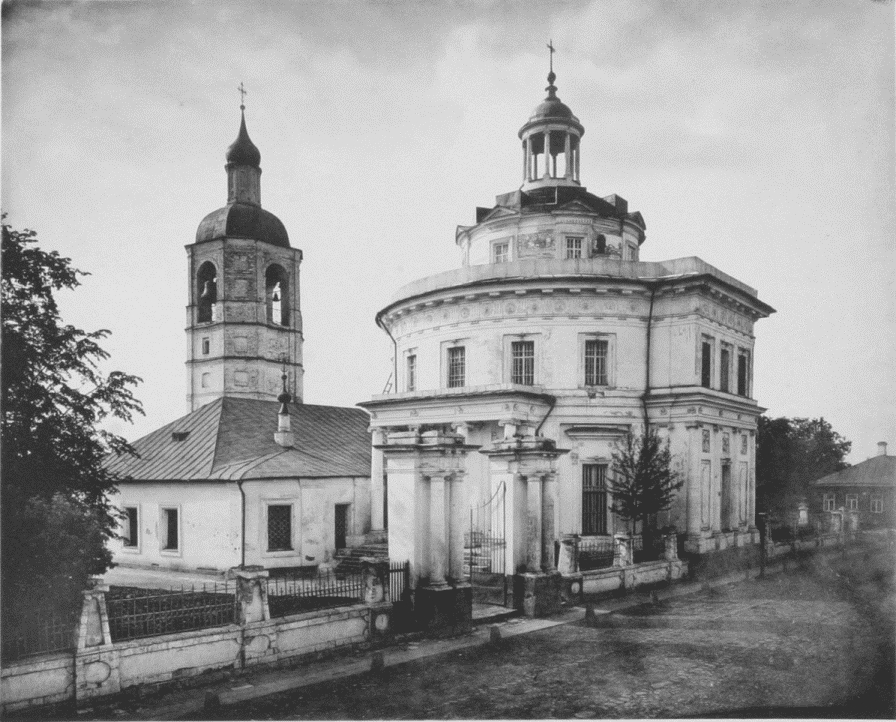
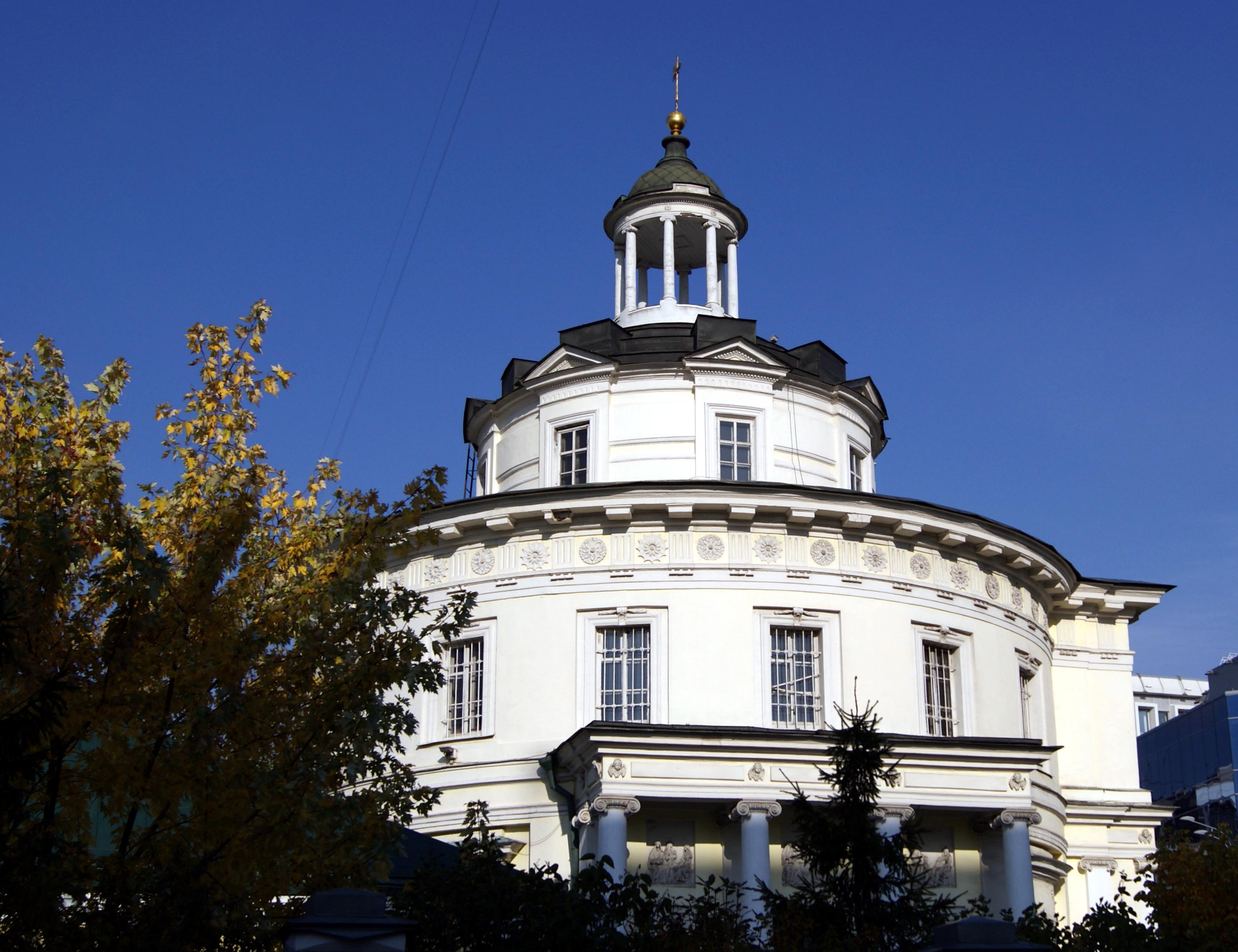
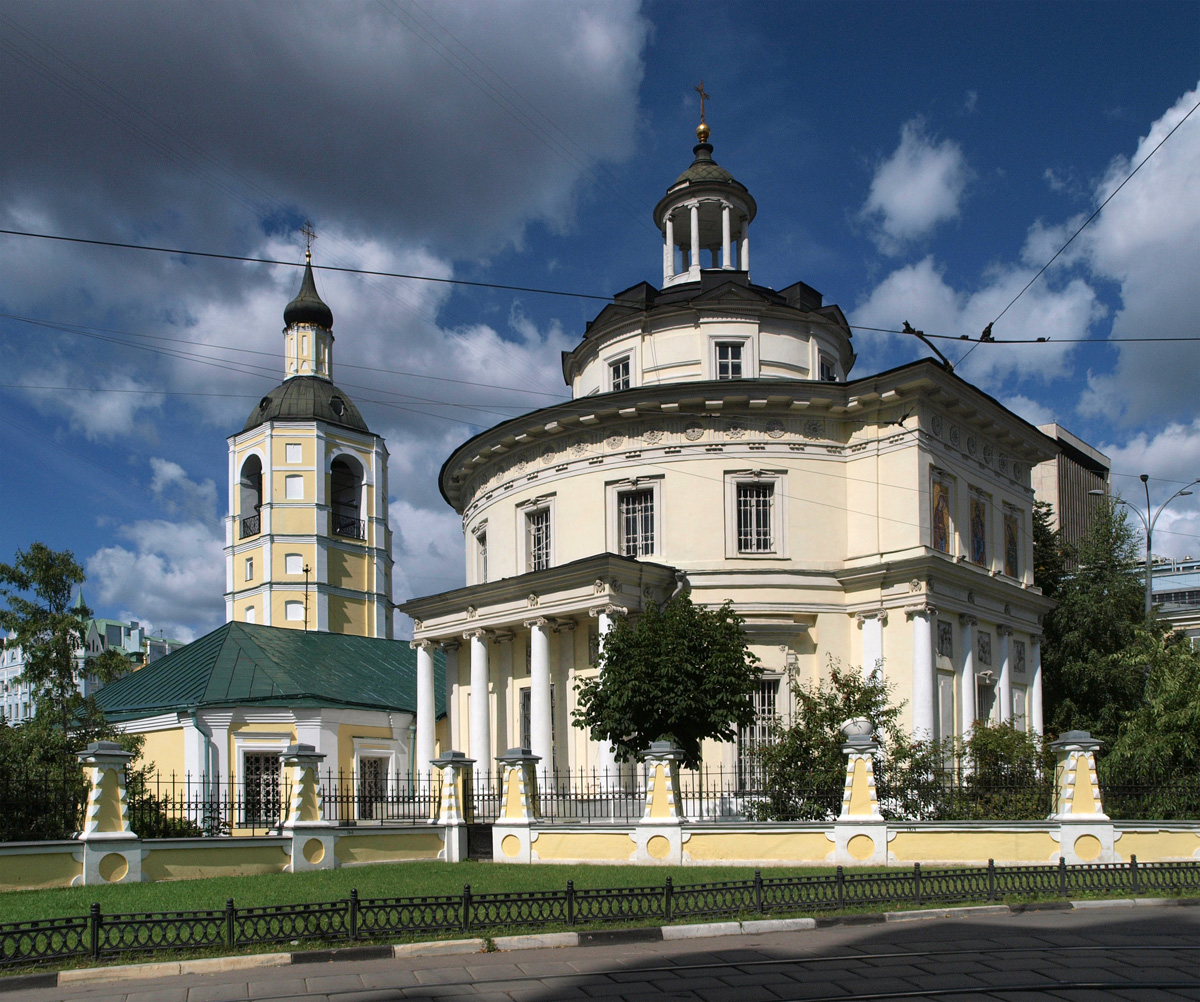
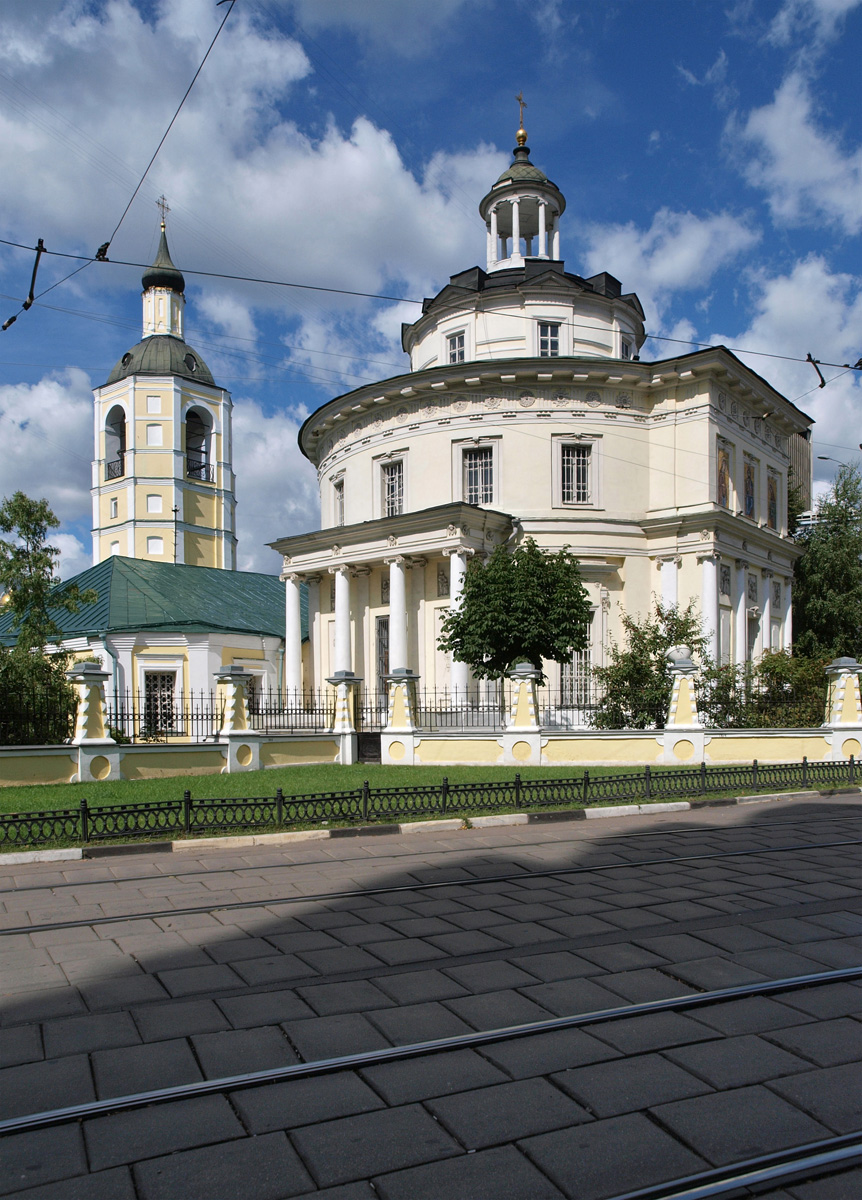
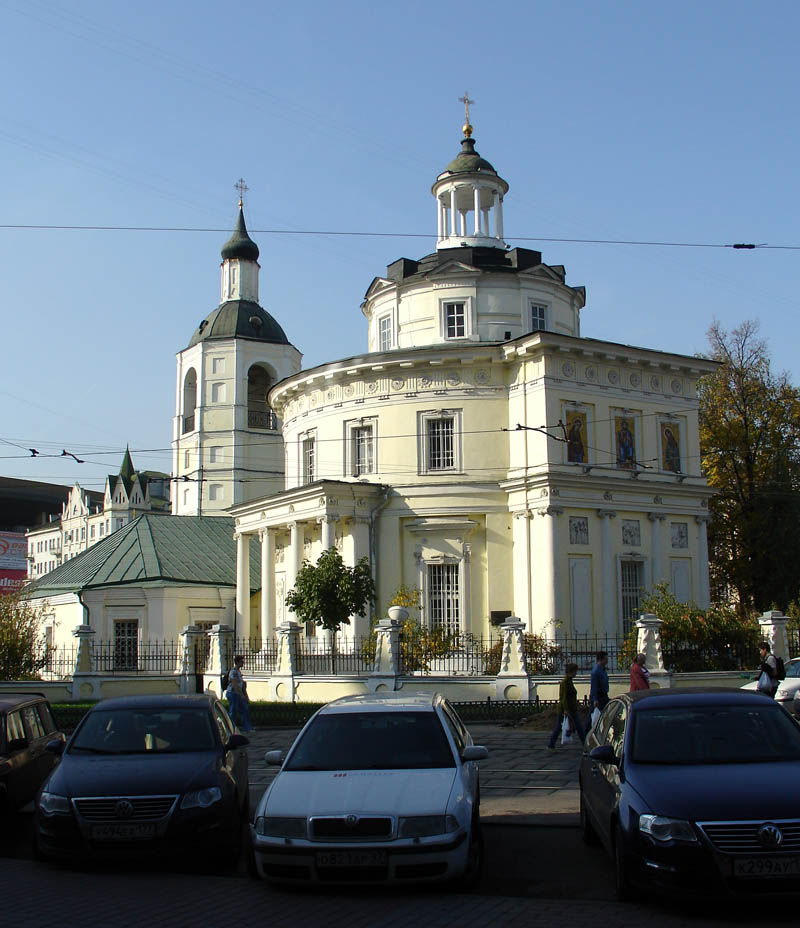

### Водонапорные башни Геппенера

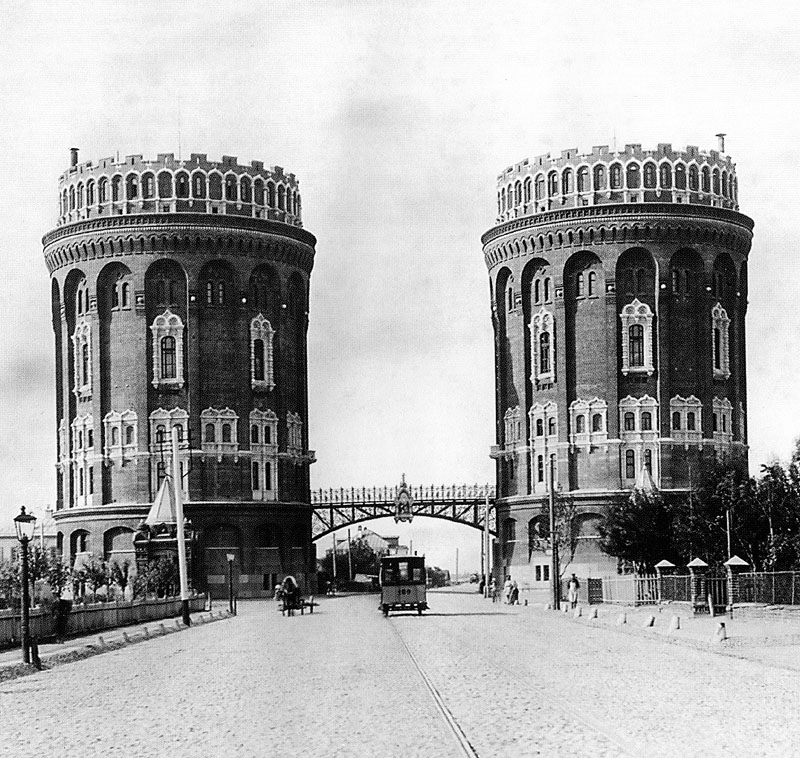
Башни Геппенера